# Bitwa pod Kabulem (1842)
Bitwa pod Kabulem – starcie zbrojne, które miało miejsce podczas I wojny brytyjsko-afgańskiej, kiedy tzw. „Armia Retrybucyjna” generałów George’a Pollocka i Williama Notta pokonała afgańskich powstańców pod Kabulem, a następnie zdobyła i zniszczyła miasto. Brytyjczycy odbili również jeńców wziętych do niewoli podczas zimowego odwrotu Armii Indusu.

## Wieści o klęsce
Brytyjska Armia Indusu zdobyła Kabul w 1839 r. na początku wojny i osadziła na tronie Szuję Szaha. Obalony Dost Mohammad Chan poddał się Brytyjczykom w listopadzie 1840 r. Rok później wybuchło w Afganistanie powstanie, na czele którego stanął syn Dosta Mohammada, Akbar Chan. 12 listopada brygada Roberta Sale'a została otoczona w Dżalalabadzie. Główne siły, pod komendą generała Williama Elphinstone’a, pozostały w Kabulu, jednak zostały odcięte przez afgańskich powstańców. 1 stycznia 1842 r. generał Elphinstone za cenę pozostawienia artylerii uzyskał zgodę Akbara Chana na odwrót z Kabulu do Dżalalabadu.
Odwrót rozpoczął się 6 stycznia. Rychło Armia Indusu stała się obiektem ataków Afgańczyków. Dzień po dniu po stronie Brytyjczyków przybywało zabitych, dezerterów i ofiar panującego mrozu. Towarzyszące armii kobiety, ich mężowie oraz wielu oficerów stało się afgańskimi zakładnikami (w niewoli znaleźli się m.in. generał Elphinstone oraz żona dowodzącego w Dżalalabadzie brygadiera Sale'a). Po południu 13 stycznia do Dżalalabadu przybył dr William Brydon, przynosząc wieści o zagładzie Armii Indusu.
Wieści o pogromie dotarły do gubernatora generalnego Indii lorda Aucklanda podczas pobytu w Kalkucie. Gubernator szybko przybył do Peszawaru, gdzie powierzył generałowi George’owi Pollockowi dowództwo nad tzw. „Armią Retrybucyjną”. Pollock przybył do Peszawaru 6 lutego i zastał tam zdemoralizowane dwie brygady sipajów. Od razu przystąpił do odbudowy wartości bojowej swoich jednostek. Jednocześnie planował odsiecz dla oblężonego w Dżalalabadzie Sale'a.
Ostatecznie pod koniec marca pod komendą Pollocka znalazło się 6 500 ludzi. Rdzeń armii stanowiły brytyjskie 3 pułk lekkich dragonów, 9 pułk piechoty i 31 pułk piechoty. Poza tym w Armii Retrybucyjnej znalazły się 1 i 10 pułk bengalskiej lekkiej kawalerii, 2 pułk nieregularnej kawalerii, 26, 30, 33, 53, 60 i 64 pułki bengalskiej piechoty, dwie baterie artylerii konnej, trzy baterie artylerii polowej i bateria artylerii górskiej.

## Armia Retrybucyjna
5 kwietnia 1842 r. Armia Retrybucyjna wyruszyła z Peszawaru w kierunku przełęczy Khyber. Afgańczycy zagrodzili jej drogę barykadą z drzew i krzewów, jednak ostrzał artylerii zmusił ich do porzucenia stanowisk. Tej samej nocy armia przekroczyła przełęcz. W tym samym czasie w Kabulu zamordowano osadzonego trzy lata wcześniej przez Brytyjczyków Szuję Szaha. Jego syn, Futteh Jung, zbiegł do armii Pollocka. 13 kwietnia Pollock przybył do Dżalalabadu, który już został uwolniony od oblężenia przez śmiały wypad jego załogi.
W Dżalalabadzie siły Pollocka wzmocnił garnizon twierdzy w liczbie 1500 z 13 pułku piechoty, 35 bengalskiego pułku piechoty, szwadronu kawalerii, oddziału saperów i artylerii. Pollock zatrzymał się w mieście, oczekując na rozkazy od nowego gubernatora generalnego, lorda Ellenborough, który na początku roku zastąpił Aucklanda. Główną troską dowódcy Armii Retrybucyjnej było uwolnienie zakładników z afgańskiej niewoli.
Rozkazy od Ellenborougha nadeszły w połowie maja i nakazywały natychmiastowy odwrót do Indii. Zanim jednak wojska Pollocka zakończyły przygotowania do odwrotu, gubernator zmienił zdanie i 4 lipca nakazał armii Pollocka odwrót do Indii drogą przez Kabul. Tam również miał zmierzać maszerujący z Kandaharu generał William Nott.

## Generał William Nott
William Nott brał udział w wojnie od samego jej początku. Dowodził oddziałami brytyjskim w Kandaharze w południowym Afganistanie. Trzeźwo myślący oficer znany był jednak z trudnego charakteru. Ta wada oraz brak szacunku dla Szui Szacha i fakt, że był oficerem Kompanii Wschodnioindyjskiej sprawiły, że nie otrzymał stanowiska głównodowodzącego wojsk brytyjskich w Afganistanie. Nott dowodził w Kandaharze 40 i 41 brytyjskim pułkiem piechoty, 3 pułkiem kawalerii z Bombaju, oddziałem kawalerii Skinnera, pułkiem kawalerii nieregularnej, 16, 38, 42 i 43 bengalskimi pułkami piechoty, 12 pułkiem Khelat-i-Ghilzai, dwoma bateriami artylerii konnej i dwoma bateriami artylerii polowej. Oddziały Notta charakteryzowały się znakomitym wyszkoleniem i wysokim morale.
W grudniu 1841 r. Elphinstone nakazał Nottowi wysłać do Kabulu brygadę Maclarena, jednak z powodu nadciągającej zimy podróż przez góry stała się niemożliwa i Maclaren pozostał w Kandaharze. Pod koniec stycznia do Notta nadeszły wieści o masakrze Armii Indusu podczas odwrotu z Kabulu, a także list od Szui Szacha, w którym ten domagał się oddania miasta afgańskiemu gubernatorowi i wycofania się Brytyjczyków do Indii. Nott z miejsca odmówił opuszczenia miasta. W marcu 1842 r. do Kandaharu nadeszły wieści o kapitulacji garnizonu w Ghazni. Mimo iż Afgańczycy zagwarantowali garnizonowi wolną drogę do Indii, zaraz po kapitulacji wymordowali Hindusów, a brytyjskich oficerów wzięli do niewoli.
W maju nadeszły do Kandaharu rozkazu powrotu do Indii wysłane przez lorda Ellenborough. 4 lipca gubernator zmienił rozkazy, nakazując Nottowi marsz na Kabul. 9 sierpnia Nott odesłał do Indii większość swoich sił i na czele obu brytyjskich pułków, jednego pułku sipajów oraz artylerii wyruszył w kierunku afgańskiej stolicy. 28 sierpnia w drodze do Ghazni jego kawaleria poniosła straty w niespodziewanym ataku Afgańczyków. 30 sierpnia doszło do bitwy z Afgańczykami. Nott zadał przeciwnikowi ciężkie starty i zmusił do odwrotu.
5 września armia Notta wkroczyła do Ghazni. W odwecie za masakrę garnizonu i niewolę brytyjskich oficerów mieszkańcy zostali wypędzeni, a miasto zniszczone. Na rozkaz lorda Ellenborough z miasta wywieziono słynne wrota Somnath, które w przeszłości Afgańczycy wywieźli z Indii. 43 bengalski pułk piechoty eskortował te wrota do Indii. 17 września reszta armii Notta przybyła do Kabulu i zastała tam już wojska generała Pollocka.

## Brytyjczycy w Kabulu
Pollock i jego Armia Retrybucyjna wyruszyła z Dżalalabadu na początku sierpnia. Na drodze do stolicy mijali niepochowane ciała i kości żołnierzy Armii Indusu. W drodze doszło do dwóch starć z Afgańczykami. Do największego z nich doszło 15 września pod Huft Kotal, gdzie Pollock zadał ciężką klęskę 15-tysięcznej armii Akbar Chana. Wkrótce po bitwie Armia Retrybucyjna wkroczyła do Kabulu. W odwecie za masakrę Armii Indusu Brytyjczycy zabijali każdego Afgańczyka znalezionego z bronią w ręku. Zniszczono fortyfikacje Kabulu i wielki bazar, wycięto drzewa owocowe. Represje spadły również na mieszkańców okolicznych wiosek. Zostali zabici, a ich wioski puszczono z dymem.
Zanim Armia Retrybucyjna dotarła do Kabulu Afgańczycy wywieźli z miasta trzymanych tam zakładników i wysłali ich do Bamian. Pollock wysłał tam oddział kawalerii pod dowództwem Richmonda Shakespeare’a. Jako wsparcie przydzielił mu oddział piechoty pod komendą Roberta Sale'a, którego żona i córka znajdowały się w afgańskiej niewoli. Shakespear przybył do Bamian 17 września i stwierdził, że brytyjscy jeńcy negocjują z Afgańczykami warunki swojego uwolnienia. 21 września jeńcy wraz z eskortą przybyli do Kabulu, gdzie zgotowano im gorące przyjęcie.
W tym samym czasie dywizja Armii Retrybucyjnej została wysłana z karną ekspedycją do prowincji Kohistan. Brytyjczycy zdobyli jej stolicę Czarikar. Miasto zostało puszczone z dymem, a jego mieszkańcy wymordowani.

## Koniec wojny
12 października 1842 r. oddziały Pollocka i Notta opuściły Kabul i rozpoczęły marsz do Indii. Szły przez Gandamak, Dżalalabad i Peszawar. Po drodze zniszczono miasta Dżalalabad i Ali Masjid oraz liczne wioski. Podczas tego marszu potwierdziły się słowa księcia Wellington, że „łatwo jest wejść do Afganistanu, ale trudniej z niego wyjść” (It is easy to get into Afghanistan. The problem is getting out again). Afgańczycy urządzali na wojska brytyjskie liczne zasadzki, głównie na przełęczach. W walkach tych zginęło ok. 60 żołnierzy.
Maszerując do Indii wojska brytyjskie zauważyły samotnego jeźdźca, który zmierzał do Afganistanu. Był to obalony 3 lata wcześniej Dost Mohammad Chan, który uwolniony przez Brytyjczyków wracał do swojego państwa. Nakazując jego uwolnienie lord Ellenborough powiedział: Niech Afganistan ma swego emira, niech powróci tam anarchia!.